# Ed Dahler
Edward "Ed" Dahler Jr. (Hillsboro, 31 de janeiro de 1926 — Hillsboro, 16 de março de 2012) foi um jogador norte-americano de basquete profissional que disputou uma temporada na National Basketball Association (NBA), além de disputar a NPBL.

## Carreira

### Universidade
Jogou pelo Dukes da Universidade Duquesne durante quatro temporadas, onde obteve média de 11,7 pontos por jogo.

### Profissional
Foi escolhido pelo Philadelphia Warriors na décima quarta escolha no draft de 1950, mas começou sua carreira profissional em uma pequena liga local chamada NPBL, onde jogou pelo Denver Refiners e pelo Waterloo Hawks, com média de 10,7 pontos por jogo, sendo escolhido no segundo melhor quinteto da liga.
Na temporada 1951–52, Dahler finalmente assinou contrato com os Warriors, jogando apenas quatorze partidas, com média de 2,5 pontos e 1,6 rebotes.